# Multinevra macropygidia
Multinevra macropygidia är en tvåvingeart som beskrevs av Ronald Henry Lambert Disney 1979. Multinevra macropygidia ingår i släktet Multinevra och familjen puckelflugor.
Artens utbredningsområde är Senegal. Inga underarter finns listade i Catalogue of Life.